# Magnus Boræn
Magnus Boræn, även Magnus Borænius, född 9 mars 1697 i Linköpings församling, Östergötlands län, död 4 juli 1749 i Misterhults församling, Kalmar län, var en svensk präst.

## Biografi
Magnus Boræn föddes 1697 i Linköping. Han var son till kyrkoherden Arvid Borænius (1657–1721) i Vreta Klosters församling och Helena Pontin (1667-1700) samt dotterson till biskopen Magnus Johannis Pontin i Linköping. Boræn studerade vid Uppsala universitet från 1714 och blev filosofie magister 1725. Åren 1729-1730 studerade han vid flera universitet i Tyskland och blev 1729 docent i Uppsala, konrektor 26 maj 1731 vid Linköpings trivialskola och sedan rektor i Linköpings trivialskola 20 juli samma år. Han prästvigdes i Linköping den 14 februari 1733, blev lektor i Katedralskolan, Linköping 22 januari 1735, kyrkoherde i Misterhults pastorat 1737 och kontraktsprost i Tunaläns och Sevede kontrakt 1738. Boræn avled 1749 i Misterhults socken.
Magnus Boræn gavs omdömet: Han "egde ett eldigt snille". När han lämnade lektoratet i Linköping för pastoratet i Misterhult tillägnades han följande lyckönskan:
|  | "Thet heter Misterhult; dock gå ej fåren miste       |
|  | Om bet och skötsel, när ther vid sin herdastaf       |
|  | Boræn ej låter ord till tröst och lärdom brista.     |
|  | Han både Misterhult uppfylle och thess haf           |
|  | Med himmelsk läros lius och egit dygdexempel         |
|  | At uti hvarje Siäl blir lefvandes Guds tempel.       |
|  | * * * * * * Ita gratulari debuit - Jonas Laurenius." |

### Familj
Boræn gifte sig 24 juni 1729 med Elisabet Askebom (1693–1780), som var dotter till kyrkoherden Haraldus Askebom i Östra Husby församling och Anna Langelius samt änka efter kollegan Erik Duræus i Linköping. Boræn och Askebom fick tillsammans barnen Helena Boræn (1732–1763) som var gift med löjtnant Per WIkman och brukskamreren Carl Holmer, Elisabet Boræn (1733–1806) som var gift med bokhållaren Carl Nordvall, Anna Boræn (född 1736) som var gift med löjtnanten Claes Erik Örnhjelm och Ulrika Boræn som var gift med komministern Adolph Blom (1732–1790) i Misterhults pastorat.